# Luke Greenbank
Luke Greenbank (Reino Unido, 17 de setembro de 1997) é um nadador britânico. Luke competiu nos Jogos Olímpicos de Verão de 2020 e garantiu uma medalha de prata para o país na modalidade de revezamento 4x100 m medley masculino.